# Stara Mykołajiwka
Stara Mykołajiwka (ukr. Стара Миколаївка) – wieś na Ukrainie, w obwodzie donieckim, w rejonie kramatorskim, w hromadzie Illiniwka. W 2001 liczyła 496 mieszkańców.